# Пьотър Лавров (славист)
Вижте пояснителната страница за други личности с името Пьотър Лавров.
Пьотър Алексеевич Лавров (на руски: Пётр Алексеевич Лавров) е виден руски и съветски славист и филолог. Специалист в областта на древнославянската писменост, славянското езикознание, палеографията и историята на българския език.

## Биография
Роден е на 18 септември 1856 година в Ярославъл, в семейство на свещеник. Учи в Историко-филологическия факултет на Московския университет. Магистърската му теза е „Петър II Петрович Негош, владика черногорски и неговата литературна дейност“ (Пётр II Петрович Негош, владыка Черногорский и его литературная деятельность, Москва, 1887), а докторската му дисертация — „Обзор на звуковите и формалните особености на българския език“ (Обзор звуковых и формальных особенностей болгарского языка, Москва, 1893). В този си труд Лавров обогатява историята на българския език с обилни материали извлечени от ръкописи и установява нови допирни точки между българските наречия (съвременни и стари) и езика на най-старите старославянски памятници.
Прави проучвания в София, Пловдив, Белград и Загреб. Изследва ръкописи от Атонските манастири (1894). Проучва основно диалектологията в историята на българския език, дейността на Кирил и Методий и техните ученици Климент и Наум, събира и изследва апокрифна литература. Научните му публикации са за Панонските жития, Похвалното слово за Кирил, Житието на Методий и „Дамаскините“.
Участва в руска академична експедиция в Македония (1900), ръководена от професор Н. Кондаков. Изследва ръкописите в Охридската църква, Слепченския манастир и други места и ги класифицира по палеографски признаци. Заключението му е, че говорите в Югоизточна Македония са най-близки до източното наречие на българския език, в Средна и Западна Македония са най-близки до западното наречие на българския език, а само в най-северната част от фонетична гледна точка има някои елементи от сръбския език.
Доцент е в Московския университет (1894 – 1898), професор в Новороссийския университет от 1898 година, в Петербургския от 1900 година, а от 1916 година – в Пермския.
Умира в Ленинград на 24 ноември 1929 година.

## Основни трудове
- Жизнь и учёная деятельность П. И. Шафарика. – Москва, 1897.
- Апокрифические тексты. – Санкт-Петербург, 1899.
- Дамаскин Студит и сборники его имени („Дамаскины“) в юго-славянской письменности. – Одесса, 1899.
- К вопросу о Синодике царя Борила. – Одесса, 1899.
- Аннексия Боснии и Герцеговины и отношение к ней славянства. – Санкт-Петербург, 1909.
- Балканский союз и переживаемый им кризис. – Петрозаводск, 1914.
- Палеографическое обозрение кирилловского письма. – Петроград, 1915.
- Культурно-национальное единство сербов и хорватов. – Петроград, 1917.
- Кирило та Методiй в давньо-слов’янському письменствi (Розвiдка). – Київ, 1928.
- Материалы по истории возникновения древнейшей славянской письменности. – Ленинград, 1930 (посмъртно издание).